# Cabricán
Cabricán è un comune del Guatemala facente parte del dipartimento di Quetzaltenango.
Secondo quanto riportato tradizionalmente, l'abitato venne fondato nel 1664 da un gruppo di coloni provenienti da San Pedro Sacatepéquez, emigrati alla ricerca di terre più vaste per la loro attività agricola e pastorizia.